# Сьол (езеро)
Езерото Сьол (на френски: Lac Seul) е 7-ото по големина езеро в провинция Онтарио. Площта му, заедно с островите в него е 1657 км2, която му отрежда 26-о място сред езерата на Канада. Площта само на водното огледало без островите е 1373 км2. Надморската височина на водата е 357 м.
Езерото се намирана на 135 км североизточно от Горско езеро, в западната част на провинция Онтарио. Сьол има дължина от запад на изток 241 км, а максималната му ширина е 45 км. Водосборен басейн – 26 400 км2. В езерото се вливат множество реки, но изтича само една – река Инглиш Ривър, която е десен приток на река Уинипег. Езерото Сьол има силно разчленената брегова линия с дължина 4786 km, със стотици заливи, полуострови, протоци и острови (284 km2). Максимална му дълбочина – 47,2 м. Водното ниво се намира на 357 м н.в., като средногодишното му колебание е до 3,5 м, а ледената покривка е в периода от ноември до май. Горско езеро е реликтов остатък от бившото огромно езеро Агасис. По брега на езерото са разположени две населени места – Еър Фолс и Лак Сьол.
В периода 1928 – 1929 г. на езерото са построени две преградни стени, които повишават нивото на водата и в основа на които има два ВЕЦ-а, произвеждащи 30 MW електроенергия.